# WESC

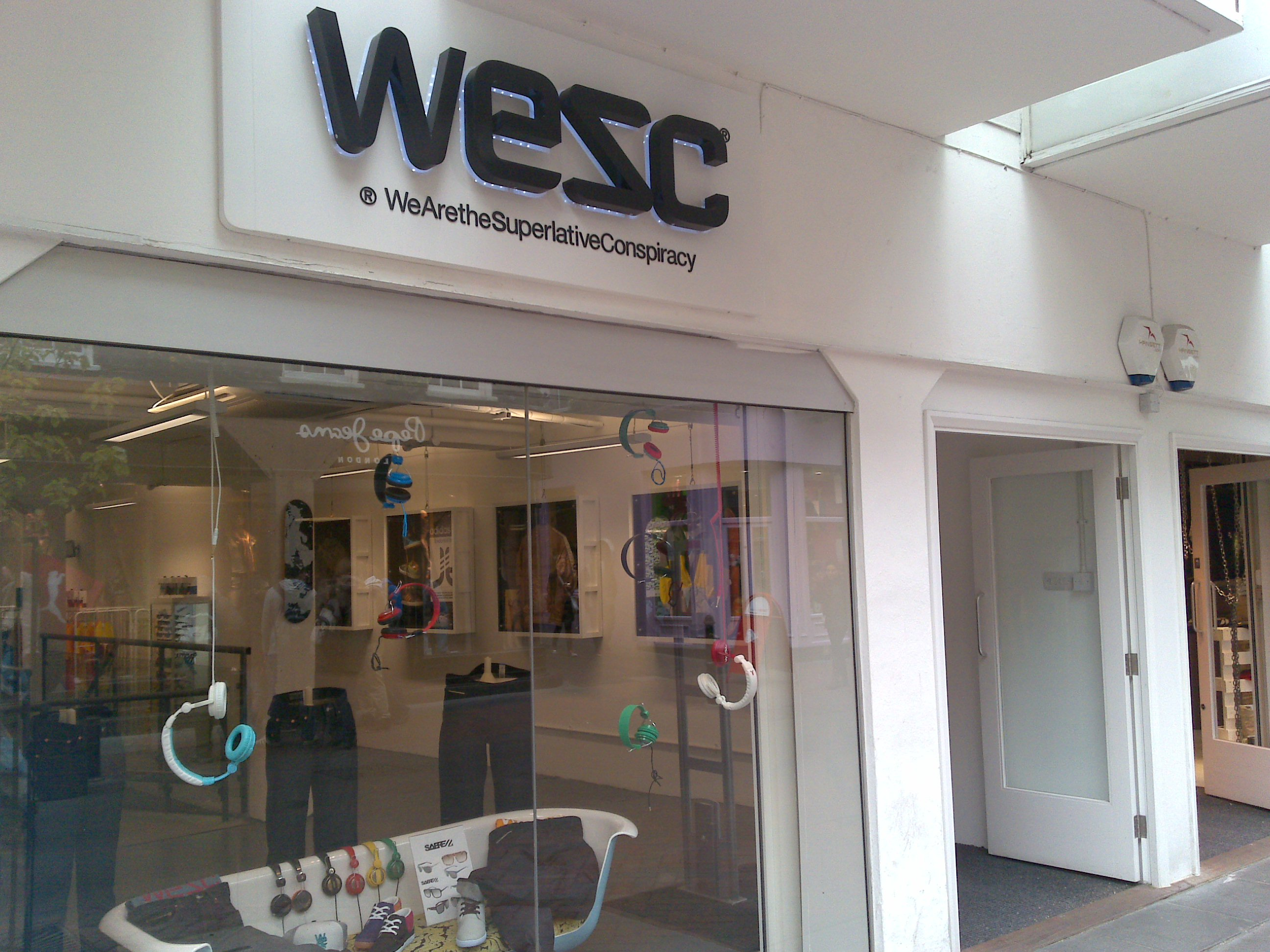
Utanför affären på Carnaby Street i London.

WeSC (uttal: [wiː ɛs siː]) är ett svenskt klädmärke som fokuserar på streetfashion och har sina rötter i den svenska skejtscenen. WeSC har egna affärer i bland annat Tokyo, Los Angeles, München och New York, Berlin och London. Butiken i Stockholm stängdes ned i januari 2020. Namnet WeSC är en förkortning av "We are the Superlative Conspiracy".
Märket blev först känt genom klädsponsring av många svenska band, musiker och skejtare. Bland de första som var kända för att bära WeSC kläder finns Millencolin, Timbuktu och Looptroop Rockers. De personer som WeSC sponsrar kallas för "WeActivists", (WeAktivister) och med det menar WeSC att de det handlar om ömsesidig aktivering. 
Förutom kläder säljer WeSC även skor och hörlurar.

## Företagshistorik
WeSC startades 2000 av Greger Hagelin, David Hedman, Mattias Hallencreutz, Pontus Karlsson, Ingemar Backman och Tobbe Gunnahr, där flertalet hade en bakgrund inom skateboard eller snowboard. 2002 utökades aktiekapitalet genom att grundarnas bekantskapskrets erbjöds att köpa nyemitterade aktier. Senare har flera riskkapitalbolag tillkommit som ägare.
År 2021 bytte företaget namn till Vestum och inriktning till förvärv och utveckling av specialistbolag med exponering mot byggindustrin. Vestum är noterat på Stockholmsbörsen.